# Джексон Тауншип (округ Дофін, Пенсільванія)
Джексон Тауншип (англ. Jackson Township) — селище (англ. township) в США, в окрузі Дофін штату Пенсільванія. Населення — 1827 осіб (2020).

## Демографія
Згідно з переписом 2010 року, у селищі мешкала 1941 особа в 742 домогосподарствах у складі 587 родин. Було 801 помешкання
Расовий склад населення:
| - 98,7 % — білих - 0,3 % — чорних або афроамериканців - 0,3 % — азіатів - 0,1 % — корінних американців |

До двох чи більше рас належало 0,6 %. Частка іспаномовних становила 0,7 % від усіх жителів.
За віковим діапазоном населення розподілялося таким чином: 20,5 % — особи молодші 18 років, 65,6 % — особи у віці 18—64 років, 13,9 % — особи у віці 65 років та старші. Медіана віку мешканця становила 43,7 року. На 100 осіб жіночої статі у селищі припадало 103,7 чоловіків;  на 100 жінок у віці від 18 років та старших — 100,4 чоловіків також старших 18 років.
Середній дохід на одне домашнє господарство  становив 76 351 долар США (медіана — 70 924), а середній дохід на одну сім'ю — 82 442 долари (медіана — 79 464). Медіана доходів становила 49 219 доларів для чоловіків та 38 182 долари для жінок. За межею бідності перебувало 5,6 % осіб, у тому числі 8,1 % дітей у віці до 18 років та 7,6 % осіб у віці 65 років та старших.
Цивільне працевлаштоване населення становило 985 осіб. Основні галузі зайнятості: освіта, охорона здоров'я та соціальна допомога — 18,2 %, публічна адміністрація — 13,4 %, виробництво — 12,1 %.